# Kopuła na Skale
Kopuła na Skale, (arab. ‏قبة الصخرة‎, Kubbat as-Sachra; hebr. ‏כיפת הסלע‎, Kippat ha-Sela) – muzułmańskie sanktuarium położone na Wzgórzu Świątynnym w Jerozolimie, stanowiące jedno z najświętszych miejsc islamu i najwcześniejszą muzułmańską budowlę, która dotrwała do naszych czasów.
Kopuła na Skale została zbudowana ok. 691/692 na polecenie kalifa Abd al-Malika (685–705). Późniejsza muzułmańska tradycja powiązała ją z nocną podróżą (Isra) Mahometa i jego wstąpieniem do Nieba (Miradż), jednak prawdopodobnie pierwotnie Kopuła była po prostu monumentem mającym uczcić zwycięstwo islamu. Współcześnie stała się ona ważnym symbolem palestyńskich aspiracji niepodległościowych. Kopuła należy do rodzaju budowli znanych jako martyria, zaś jej ośmiokątna forma wykazuje szczególne podobieństwo do kościoła Kathisma zbudowanego w V wieku. Także dekoracja wnętrza Kopuły i inne szczegóły jej budowy posiadają swoje odpowiedniki w ówczesnej architekturze chrześcijańskiej lub sasanidzkiej. Sanktuarium posiada jednak również cechy całkowicie oryginalne. Jej mozaiki nie zawierają żadnego przedstawienia żywej istoty. Dekoracje łączą ze sobą w dowolny sposób formy o charakterze naturalistycznym i nienaturalistycznym oraz wykazują nieprzerwaną różnorodność, nigdy nie posuwając się do dokładnego powtórzenia. Kopuła zrywa również z obowiązującą w sztuce grecko-rzymskiej zasadą podporządkowania ornamentu architekturze. Także sposób, w jaki centralna kopuła wieńczy ośmiobok, jest całkowicie oryginalny i nie ma analogii w innych kopułach z tego okresu. Pozostaje ona budowlą jedyną w swoim rodzaju, nie stanowiącą części żadnej architektonicznej serii.

## Data budowy i ideologia

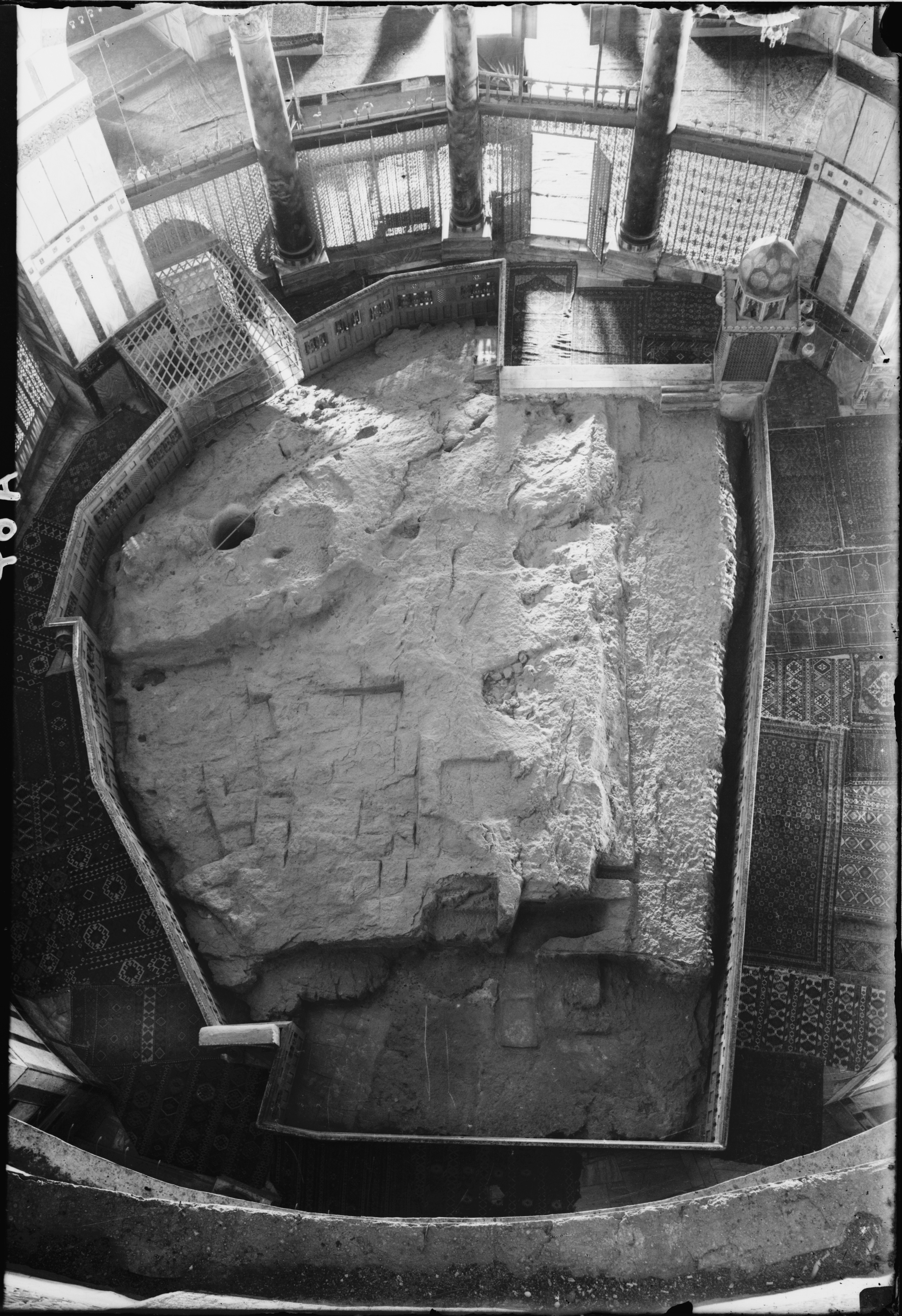
Wnętrze Kopuły z odkrytą Skałą

Kopuła na Skale położona jest na sztucznej platformie zbudowanej w czasach Heroda Wielkiego (37–4 p.n.e.) będącej częścią rozległego terenu, który w tradycji muzułmańskiej nazywany jest Al-Haram asz-Szarif (Święty Teren), a w języku polskim jest bardziej znany jako Wzgórze Świątynne. Na platformie znajduje się też kilka innych budynków, w szczególności Kopuła Łańcucha położona na wschód od Kopuły na Skale i Meczet Al-Aksa położony na południe od niej. Kopuła otacza nagą skałę stanowiącą najwyższy punkt Wzgórza Świątynnego. Inskrypcja ciągnącą się wzdłuż ośmiobocznego pasa arkad wskazuje, że budynek został wzniesiony w roku 72 hidżry (691/692 n.e.) i wymienia jako jego fundatora kalifa Al-Mamuna (813–833). Data wzniesienia pokazuje jednak, że prawdziwym fundatorem Kopuły był kalif Abd al-Malik (685–705), którego imię zostało później zastąpione przez imię Al-Mamuna. Generalnie przyjmuje się, że rok 691/692 należy rozumieć jako datę zakończenia budowy Kopuły, niemniej jest także możliwe, iż był to jedynie rok rozpoczęcia budowy i Kopuła została ukończona później, w latach 90. VII stulecia.
Powody, dla których Abd al-Malik zdecydował się zbudować Kopułę właśnie w tym miejscu, nie są jasne, ponieważ nie podają ich żadne współczesne temu wydarzeniu źródła literackie czy epigraficzne. Źródła literackie z okresu abbasydzkiego (najwcześniejsze to Al-Jakubi (zm. 897/898) i patriarcha Eutychiusz (zm. 940), twierdzą, że Abd al-Malik, w sytuacji gdy Mekkę zajmował Ibn az-Zubajr, pragnął zastąpić Al-Kabę alternatywnym miejscem pielgrzymki w Jerozolimie. Wydaje się jednak czymś nieprawdopodobnym, by Abd al-Malik zamierzał dokonywać tak fundamentalnej zmiany w muzułmańskiej tradycji, ponieważ prowadziłoby to raczej do osłabienia, niż wzmocnienia jego pozycji. Co więcej, według At-Tabariego żołnierze Abd al-Malika brali udział w pielgrzymce jeszcze w roku 687/688, a chcieli wziąć w niej udział nawet już podczas samego oblężenia Mekki, na co jednak tym razem nie zgodził się Ibn az-Zubajr. Szczególnie Al-Jakubi był zaciekłym antyumajjadzkim polemistą i obaj z Eutychiuszem twierdzą ponadto, że Umajjadzi zakazali pielgrzymowania do Mekki, co pozostaje w jaskrawej sprzeczności z wiarygodnymi świadectwami, zgodnie z którymi sami umajjadzcy kalifowie brali udział w pielgrzymce. Tym samym trudno uznać za wiarygodne także twierdzenia Al-Jakubiego i Eutychiusza co do zamiaru zmiany przez Umajjadów miejsca pielgrzymki. Pozostaje jednak faktem, że dwa ambity otaczające Kopułę usprawniały ruch wokół położonej centralnie Skały na sposób przywołujący porównanie z rytualnym okrążaniem Al-Kaby (tawaf), stąd także one mogły służyć do odprawiania jakiegoś rytuału.

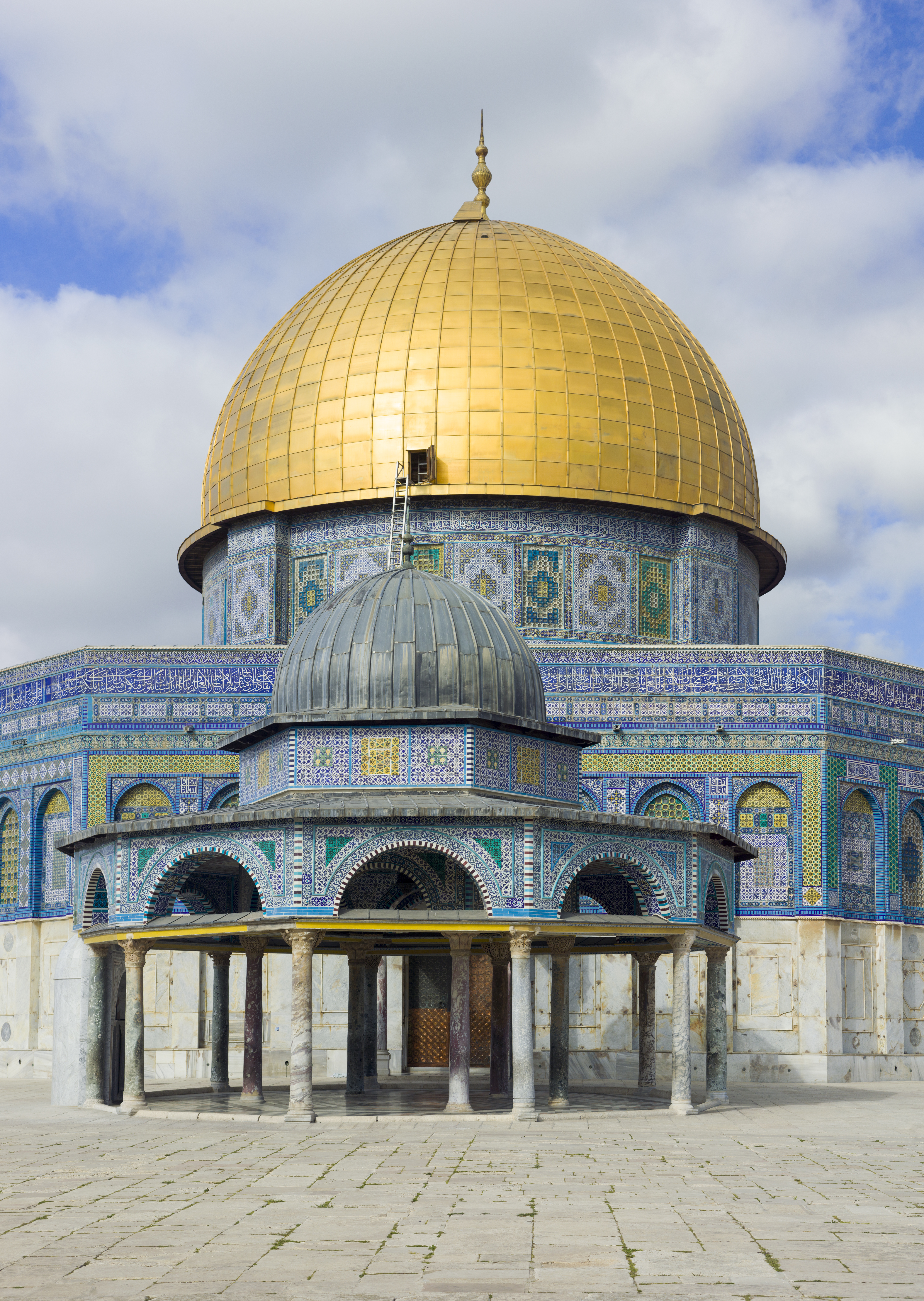
Kopuła Łańcucha przed Kopułą na Skale

Z biegiem czasu w muzułmańskiej tradycji Kopuła została powiązana z cudowną nocną podróżą (Isra) Mahometa do koranicznego „Najdalszego Meczetu” (Masdżid al-Aksa, Koran, XVII, 1) i jego późniejszym wstąpieniem do Nieba (Miradż), które miało się dokonać właśnie ze Skały. Nie ulega wątpliwości, że takie właśnie religijne znaczenie jest dzisiaj przypisywane Kopule i cały teren Al-Haram asz-Szarif stał się Masdżid al-Aksa (stąd Meczet al-Aksa), jak dzisiaj wierzą pobożni muzułmanie. Chociaż to powiązanie pomiędzy Miradżem a Skałą zostało dokonane stosunkowo wcześnie, nie da się go jednak prześledzić wstecz do czasu powstania Kopuły. Nie ma także żadnego śladu tego powiązania w najbardziej autentycznym dokumencie na temat Kopuły, tj. jej inskrypcjach.
Istnieje także tradycja Proroka (hadis), zgodnie z którą Skała jest miejscem, z którego Bóg wrócił do Nieba po stworzeniu Ziemi. Tradycja ta była początkowo uznawana przez wielu muzułmańskich teologów, ostatecznie jednak z powodów teologicznych została odrzucona w IX wieku. Odzwierciedla ona stare chrześcijańskie i żydowskie znaczenie Jerozolimy jako miejsca, w którym skończy się czas, przyjdzie Mesjasz, zacznie się Zmartwychwstanie i Sąd Ostateczny. Mesjanistyczna eschatologia związana z Jerozolimą stała się częścią muzułmańskiej pobożności. Dopiero po całkowitym ustabilizowaniu się muzułmańskiej władzy i ideologii na tych terenach te wcześniejsze tradycje straciły na znaczeniu i zostały zastąpione przez inne objaśnienia, prawdopodobnie pochodzące z ludowych wierzeń i praktyk. Umajjadzi mogli być także świadomi powiązań pomiędzy miejscem budowy Kopuły a ołtarzem bądź najświętszym miejscem Świątyni Jerozolimskiej. Co więcej, wiemy, iż podziurawiona skała (lapis pertusis) została namaszczona przez jerozolimskich Żydów w IV wieku i nie jest czymś niemożliwym, by była to ta sama skała, która dzisiaj znajduje się pod Kopułą. Al-Mukaddasi (zm. ok. 990) przekazał tradycję, zgodnie z którą na końcu czasów sanktuaria Mekki i Medyny przybędą do Jerozolimy. Stąd jest możliwe, iż Kopuła oraz Złota Brama (położona na wschodnim murze Al-Haram asz-Szarif) powinny być rozumiane w kontekście sądu dusz.
Ponieważ literackie źródła co do znaczenia Kopuły są tak rozbieżne pomiędzy sobą i nie sięgają czasów jej powstania, szczególną wagę w studiach nad powodami jej budowy ma analiza samego budynku, a w szczególności jego ikonografii i inskrypcji. Pod względem wizualnym wzniesienie Kopuły było próbą przyćmienia położonej nieopodal bazyliki Grobu Świętego. Kopuła należy do ustanowionego w późnej starożytności rodzaju budowli sakralnych na planie centralnym, znanych jako martyria, albo upamiętniających monumentów. Prace archeologiczne w Wielkiej Syrii pozwoliły na identyfikację innych oktagonalnych budynków tego typu, przede wszystkim kościoła Kathisma położonego pomiędzy Jerozolimą a Betlejem. Zbudowany w V wieku i odnowiony w VII ten budynek miał w centrum nagą skałę, wokół której umieszczono małe kaplice.
Precyzyjnie dobrane wersety Koranu oddane w inskrypcjach Kopuły głoszą chwałę i miłosierdzie Boga, że jest on sam i nie posiada synów (m.in. Koran, IV, 171: „Mesjasz, Jezus syn Marii, jest tylko posłańcem Boga [...] Bóg-Allah to tylko jeden Bóg! On jest nazbyt wyniosły, by mieć syna”, przekład Józefa Bielawskiego), a Mahomet jest jego prorokiem. „Inskrypcje wewnątrz Kopuły na Skale bardzo wyraźnie odrzucały doktrynę Trójcy i głosiły, że islam zastąpił wszystkie inne religie. Trudno sobie wyobrazić bardziej jednoznaczną deklarację religijnej tożsamości i celu imperium, lub obniżonego statusu jaki niemuzułmanie (a w szczególności chrześcijanie) mieli w nim zajmować”.

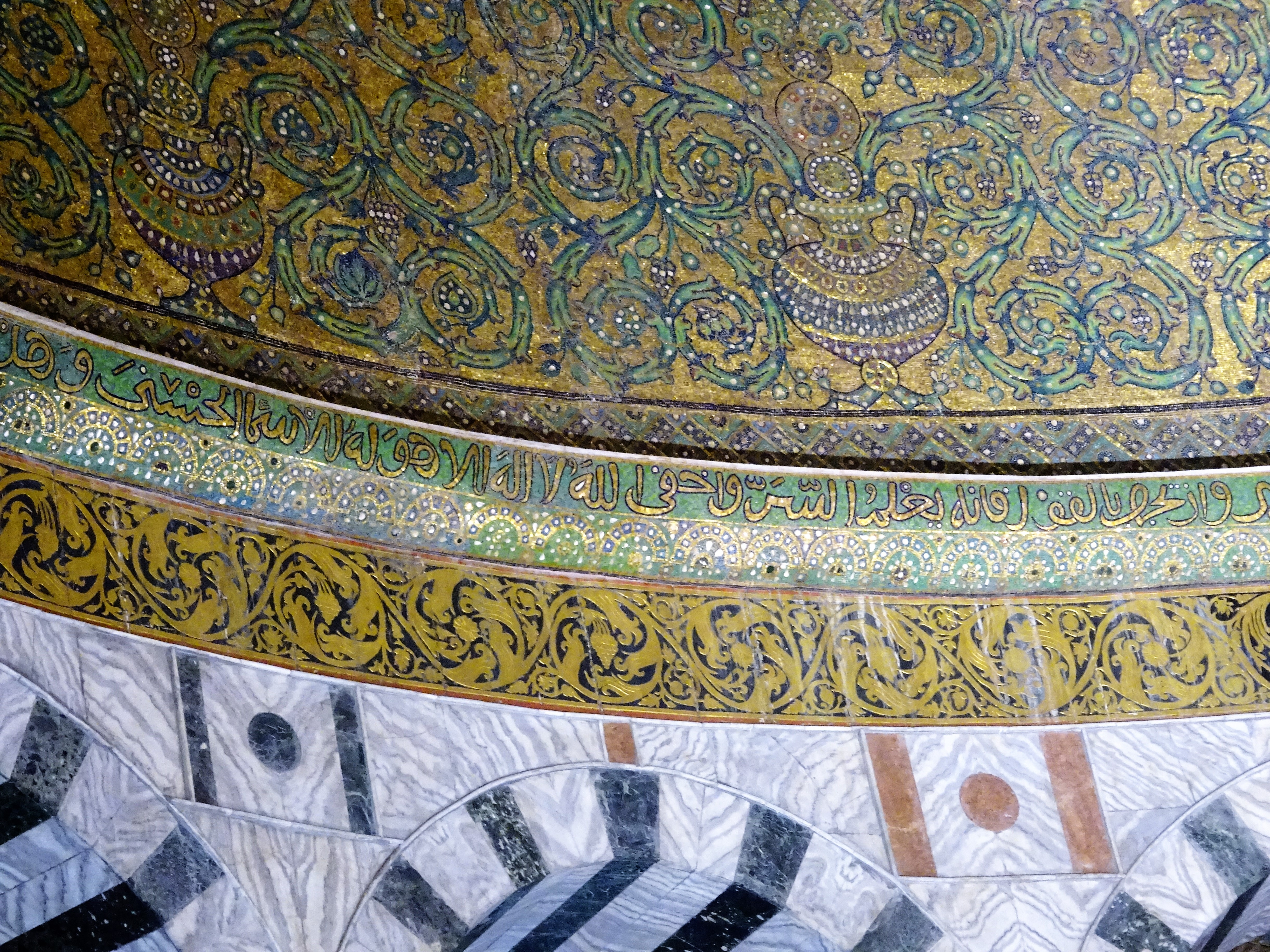
Ornamenty i inskrypcje w Kopule na Skale

Należy także pamiętać, że we wczesnym okresie muzułmańskim w Kopule na Skale miała wisieć słynna korona sasanidzkich szachinszachów. W sumie: „usytuowanie Kopuły na wzgórzu Moria, tradycyjnie przyjętym jako miejsce świątyni żydowskiej i związanym z wielu różnymi legendami oraz wydarzeniami historycznymi, jego dekoracja wyobrażająca bizantyńskie i sasanidzkie korony i klejnoty pośród motywów roślinnych, jego fizyczna dominacja nad pejzażem miejskim Jerozolimy, inskrypcje, w tym wiele bardzo precyzyjnie wybranych cytatów z Koranu i wiele ostatnio odkrytych wczesnych muzułmańskich tradycji, wszystko to stwarza liczne powody wzniesienia tu sanktuarium Kopuła na Skale: miała ona głosić zwycięstwo islamu, jako religii dopełniającej objawienie dwóch innych religii monoteistycznych; dorównać splendorem i przepychem wielkim chrześcijańskim sanktuariom w Jerozolimie i wszędzie indziej; uczcić dynastię Umajjadów świątynią zawierającą konotacje ze świątynią Salomona poprzez przedstawienia rajskich drzew oraz odniesienia do Jerozolimy jako miejsca o szczególnych wartościach religijnych”.
Budując Kopułę, Abd al-Malik zdawał się nawiązywać do swojego wielkiego poprzednika, Mu’awiji (661–680), który, uznając wyjątkową świętość Jerozolimy, miał modlić się w bazylice Grobu Świętego i przy grobie Maryi. Zarazem jednak różnica pomiędzy dwoma kalifami nie mogła być większa – podczas gdy Mu’awija nie wahał się czcić miejsc związanych z tak kluczowymi dla chrześcijan dogmatami, jak niepokalane poczęcie, ukrzyżowanie i zmartwychwstanie, uznając tym samym wspólne dziedzictwo islamu i poprzedzających go religii monoteistycznych, tak Abd al-Malik ożywił Wzgórze Świątynne, najświętsze miejsce judaizmu, i podkreślał świeżo uzyskaną odrębną samoświadomość islamu. Nadzorcą finansowej strony budowy Kopuły był Radża Ibn Hajwa, najważniejszy syryjski tradycjonista i asceta i to on oraz ludzie jego pokroju mogli być duchowymi ojcami całego przedsięwzięcia (nadzorcą właściwych robót był maula Jazid Ibn Salam).
Przedstawione tutaj interpretacje nie wykluczają się wzajemnie i jest możliwe, że Kopuła na Skale miała nieść ze sobą kilka przesłań jednocześnie. Jakikolwiek był oryginalny cel jej postawienia, pewne jest, że z biegiem czasu zaczęło wokół niej narastać coraz więcej różnych konotacji. Może być zatem uznana za rzadki przykład sanktuarium, którego pełne znaczenie objawiło się dopiero po zbudowaniu. Kopuła była przedstawiana w różnych mediach przez artystów świata islamu. Europejscy artyści także oddawali szczególną formę tego monumentu w obrazach, rysunkach i począwszy od XV wieku drukach. Budowla pozostaje ważnym symbolem palestyńskich aspiracji niepodległościowych i m.in. z tego powodu była reprodukowana na banknotach lub znaczkach pocztowych kilku muzułmańskich państw. Często pojawia się także w sztuce popularnej.

## Architektura i dekoracja

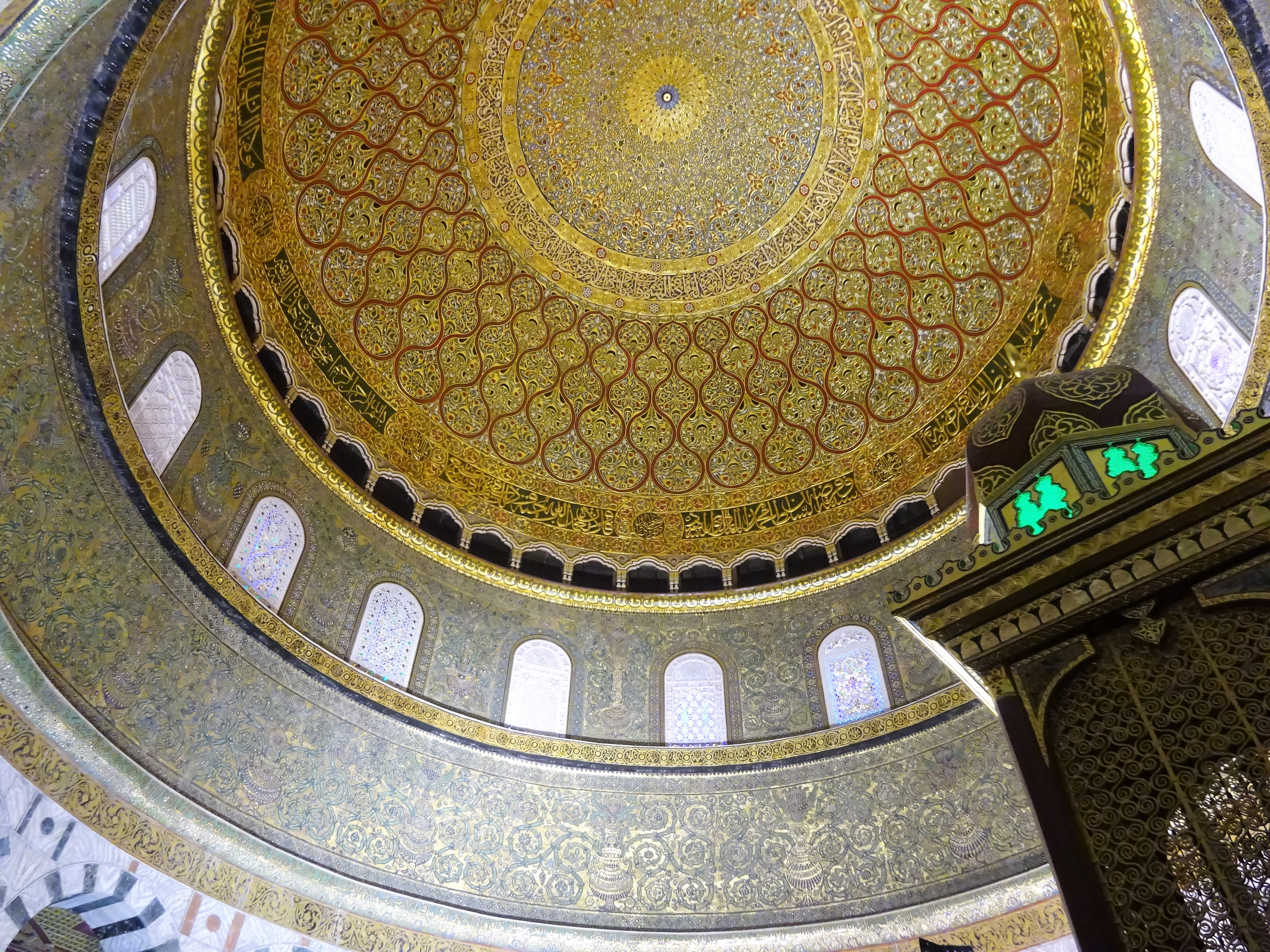
Tambur z oknami i centralna kopuła widziane od środka. Widoczne trzy fryzy Kopuły – jeden usytuowany między dwiema częściami tamburu i dwa nad i poniżej okien

Na platformę, na której położony jest budynek, prowadzi ciąg sześciu schodów, po dwa na stronie południowej i północnej oraz po jednym na pozostałych dwóch. Każde schody wieńczy arkada. Istnienie schodów i arkad potwierdzają dopiero dokumenty z X wieku. Nie wiadomo, jak się wchodziło na platformę za czasów Umajjadów. Niezupełnie pośrodku platformy usytuowana jest sama budowla, którą wieńczy centralna kopuła (ok. 20 m średnicy i ok. 25 m wysokości), składająca się z dwóch drewnianych czasz, pierwotnie z zewnątrz pozłacanych i umieszczonych na wysokim dwuczęściowym tamburze, w którego górnej części znajduje się szesnaście otworów okiennych. Tambur spoczywa na kolistej arkadzie, składającej się z czterech filarów i dwunastu kolumn. Skała otoczona jest przez dwa ambity rozdzielone oktagonalną arkadą utworzoną z ośmiu filarów i szesnastu kolumn. Marmurowe kolumny oraz większość kapiteli pozyskano ze starych budowli. Masywne filary powstały z kamienia. Klińce wielu łuków złożone są z naprzemiennych kamieni czarnych i białych (ablak). Wewnątrz Skały jest mała jaskinia (tzw. Studnia Dusz), w której znajduje się płaski mihrab. Oktagonalny zewnętrzny mur posiada trzydzieści sześć okien, zaś cztery portale z przedsionkami usytuowane są według czterech stron świata. Na dachu ośmiokąta znajduje się parapet.

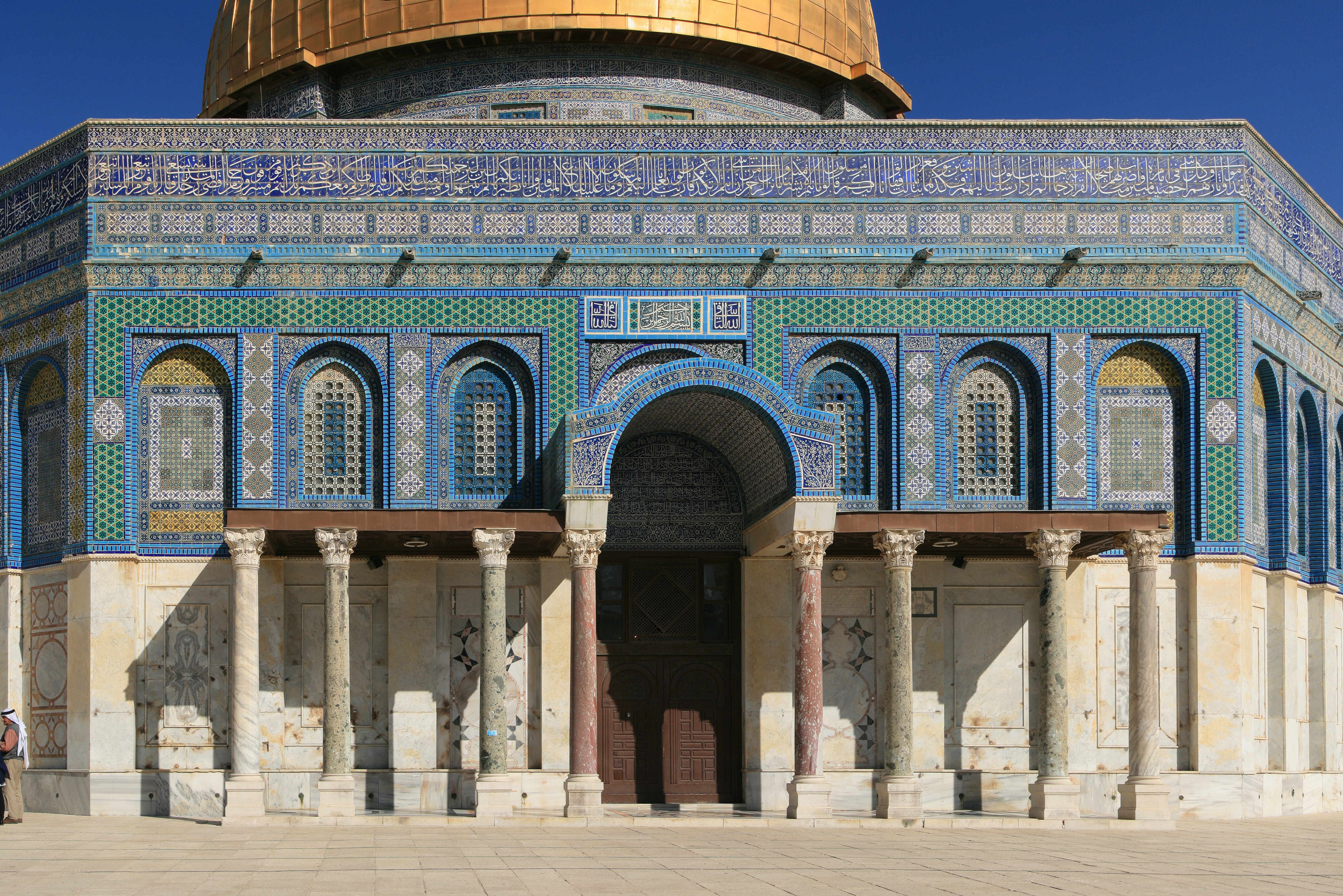
Portal od strony południowej

Wewnętrzna dekoracja Kopuły, chociaż często naprawiana, a nawet wymieniana, zachowała w większości oryginalny charakter. Ściany i filary pokrywają marmurowe płyciny. Górne partie filarów, sklepienia i przęsła łuków kolistej arkady ozdabiają mozaiki. Kolista arkada od strony wewnętrznej oraz trzy fryzy (jeden usytuowany między dwiema częściami tamburu i dwa nad i poniżej okien na zewnętrznej ścianie) są oblicowane marmurową wykładziną. Prawdopodobnie te miejsca były pierwotnie pokryte mozaikami, które pokrywały też ich sklepienie. Sufity ośmiokąta i kopuły pokrywa dekoracja z czasów mameluckich bądź osmańskich, wyrzeźbiona w drzewie i tłoczona na skórze. Umajjadzi prawdopodobnie używali jedynie drewna. Belki kotwowe zostały pokryte repusowanymi plakietkami z brązu.
Najważniejszymi elementami dekoracyjnymi wnętrza są kolorowe szkło i złota mozaika, które pokrywają ściany i podbicie ośmiokątnej arkady, ściany zewnętrzne okrągłej arkady oraz tambur kopuły. Większość tej dekoracji pochodzi z końca VII w. Mozaiki zachowały się na wielkiej przestrzeni ok. 280 m² i mają postać ogromnie różnorodnych wariacji motywów roślinnych, od realizmu niektórych drzew do wysoce stylizowanych girland oraz od wici roślinnych do wzorów dywanowych. Marmurowa wykładzina i mozaiki były powszechne w ówczesnych sanktuariach chrześcijańskich i wszystkie opisane powyżej wzory nawiązują do kompozycji wielu mozaik z ówczesnej Wielkiej Syrii. To samo dotyczy dekoracji belek kotwowych i fryzu. Projektantami i budowniczymi Kopuły byli niemal na pewno miejscowi chrześcijanie. Na mozaikach występują także palmety, skrzydła i kompozytowe kwiaty pochodzenia sasanidzkiego. Na wewnętrznych okładzinach ośmiokątnej i kolistej arkady oraz na tamburze znajdują się wyobrażenia klejnotów, koron i pancerzy, wśród których zdarzają się insygnia władzy monarszej w cesarstwach bizantyńskim i sasanidzkim. Są to regalia władców pokonanych przez islam, umieszczone jako trofea na ścianach muzułmańskiej budowli. Znaczenie ikonograficzne można też przypisać innym elementom mozaik, takim jak drzewa, być może stanowiące przypomnienie ogrodów pałacu Salomona, albo pewne elementy podłuczy, w których doszukuje się motywów chrześcijańskich lub żydowskich.

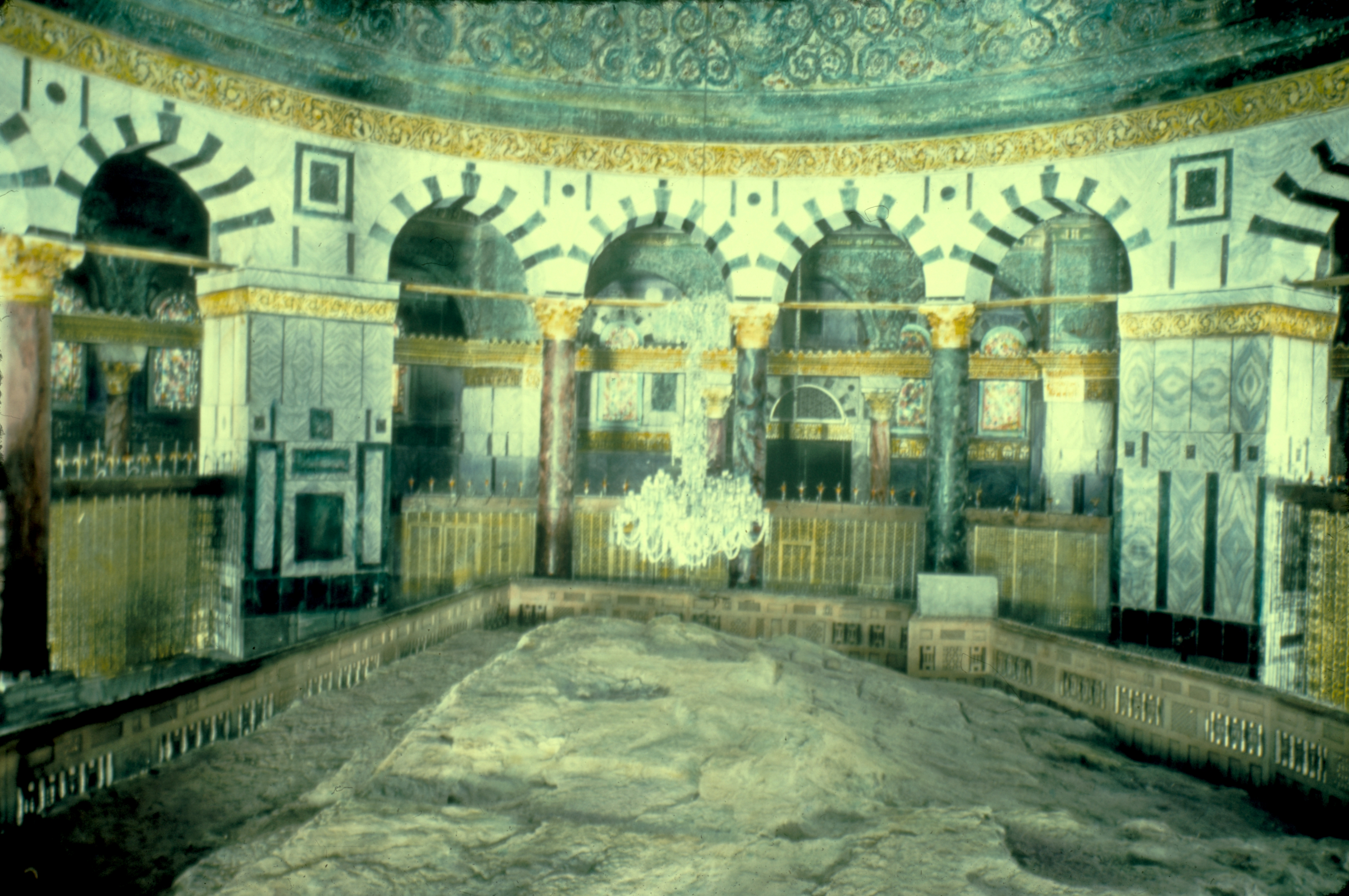
Wnętrze z łukami, których klińce wykonano z naprzemiennych kamieni czarnych i białych (ablak). Pośrodku widoczna Skała

Poniżej sklepienia oktagonu biegnie inskrypcja w formie długiej mozaiki (ok. 254 m długości) „o charakterze dekoracyjnym i symbolicznym; być może jest to najwcześniejszy przykład w sztuce średniowiecznej takiego szczególnego używania pisma w architekturze”. Inskrypcja pełni funkcję obramowania dla reszty ornamentu. Złote litery są w piśmie kufickim na ciemnoniebieskim tle. Inskrypcja zawiera wielokrotnie powtórzone formuły basmali i szahady oraz wybrane wersety Koranu wraz z pewnymi elementami niekoranicznymi. Główne tematy to jedyność Boga, proroctwo Mahometa oraz zanegowanie istnienia chrześcijańskiej Trójcy (Koran, IV, 169 – 171; XIX, 34 – 37). Na okres umajjadzki datowane są także dwie brązowe płyty pomalowane na złoto i niebiesko, na których umieszczono inskrypcje z fragmentami Koranu, w tym m.in. „Wersetem Tronu” (Koran, II, 255). Jest to prawdopodobnie część pierwotnego zestawu czterech płyt.
Pomimo całej swojej zależności od wcześniejszej architektury bizantyńskiej i sasanidzkiej Kopuła na Skale posiada pewne cechy, które wyraźnie ją od nich odróżniają. Na mozaikach nie ma ani jednego przedstawienia żywej istoty, człowieka ani zwierzęcia. Najwyraźniej już wtedy muzułmanie odbierali takie przedstawienia jako niezgodne z ich wiarą i nie skorzystali z szerokiego repertuaru sztuki ziem podbitych w tym zakresie. Kopuła zapoczątkowała dwie zasady sztuki dekoracji, które były kontynuowane w późniejszej sztuce islamu. „Pierwsza to stosowanie w sposób nierealistyczny form realistycznych i w sposób antynaturalistyczny kombinacji form naturalistycznych. Kiedy artysta uważał, że dekoracja powinna być bogatsza, nie wahał się przekształcić na przykład pnia drzewa w szkatułę wysadzaną klejnotami. Możliwa liczba form i tematów, nieblokowana naturalizmem klasycznego ornamentu, jest nieograniczona. Druga zasada to nieprzerwana różnorodność. Przy bliższej analizie mozaiki meczetu Kopuła na Skale ukazują stosunkowo niewiele typów wzorów – głównie wici roślinne z liści akantu, girlandy, wici roślinne z liści winnej latorośli, drzewo i rozety. Nigdzie jednak nie znajdziemy dokładnego powtórzenia”.

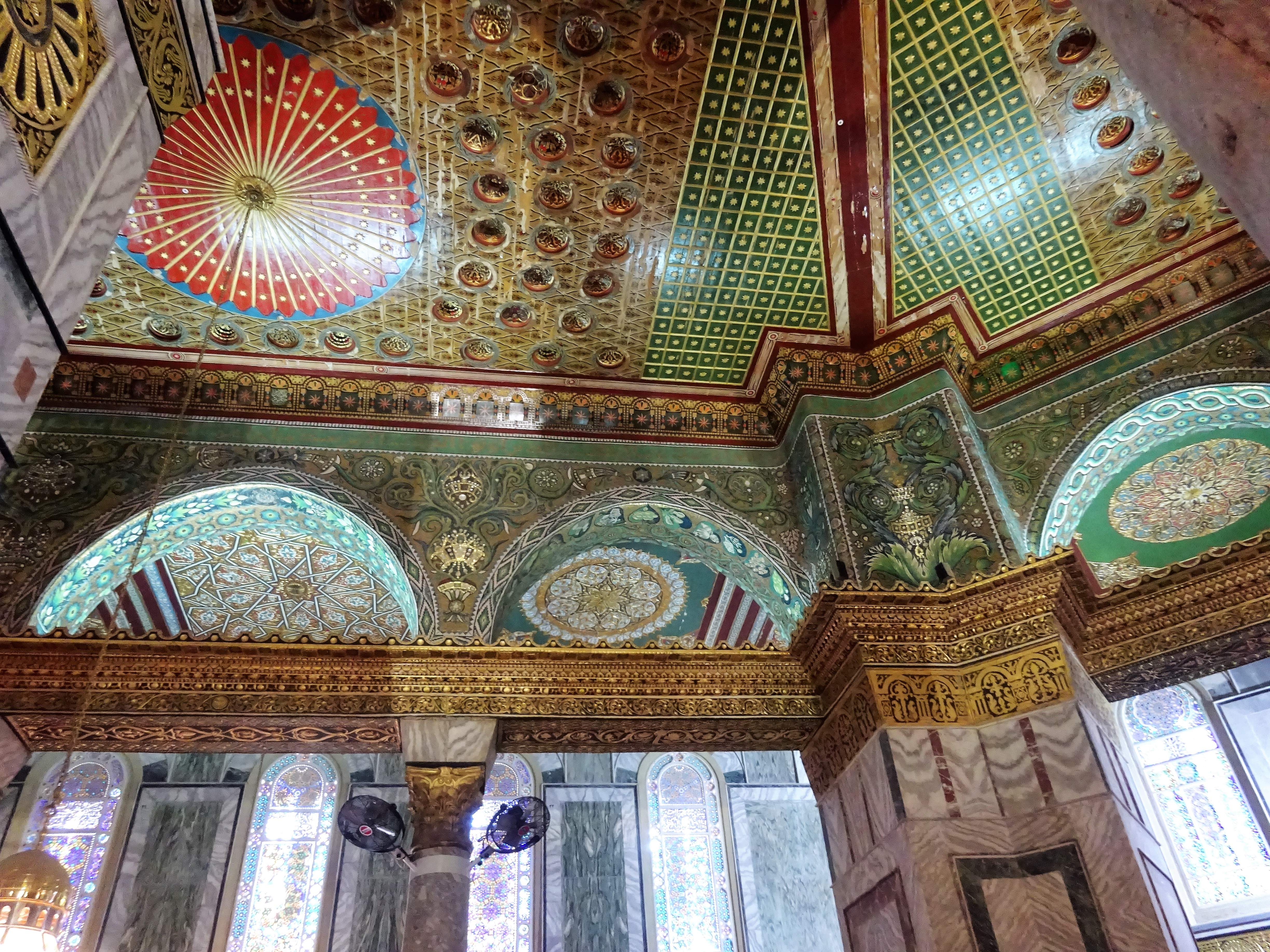
Wnętrze z fragmentami mozaik i dekoracji sufitu

Dla dalszego rozwoju sztuki najważniejszą cechą artystyczną Kopuły na Skale jest ustanowienie nowych relacji między architekturą i ornamentem. Aż do tego czasu w rejonie Morza Śródziemnego kontynuowano grecko-rzymskie zasady dekoracji, „szczególnie ornamentu, jako służące architekturze; ornament podkreślał pewne partie budowli, ale rzadko tuszował podstawowe zalety samej konstrukcji. Natomiast budowniczowie meczetu Kopuła na Skale ukryli pod wspaniałymi marmurami i mozaikami prawie wszystkie swoje jasno określone struktury grecko-rzymsko-bizantyńskie”. Kolejną oryginalną cechą Kopuły na Skale jest sposób, w jaki sama kopuła wieńczy ośmiobok. Wyraz artystyczny jest zupełnie inny niż w San Vitale w Rawennie, bazylice Grobu Świętego czy kaplicy pałacowej w Akwizgranie, z którymi się ją porównuje ze względu na podobny plan. Kopuła jest bardziej efektowna od zewnątrz niż od wewnątrz, gdzie faktycznie jest niemal niewidoczna z powodu wysokości i położenia Skały. Minimalne odejścia od geometrii służą szczególnym celom plastycznym – i tak lekkie przesunięcie kolumn w ośmiokącie prowadzi wzrok wchodzącego do budynku prosto przez całe wnętrze, odkrywając każdą jego część składową. Kopuła jest wyjątkowym budynkiem, w którego przypadku rzadko kopiowano jego kształt, a nigdy funkcji. Pozostaje budowlą jedyną w swoim rodzaju, nie stanowiącą części żadnej architektonicznej serii.

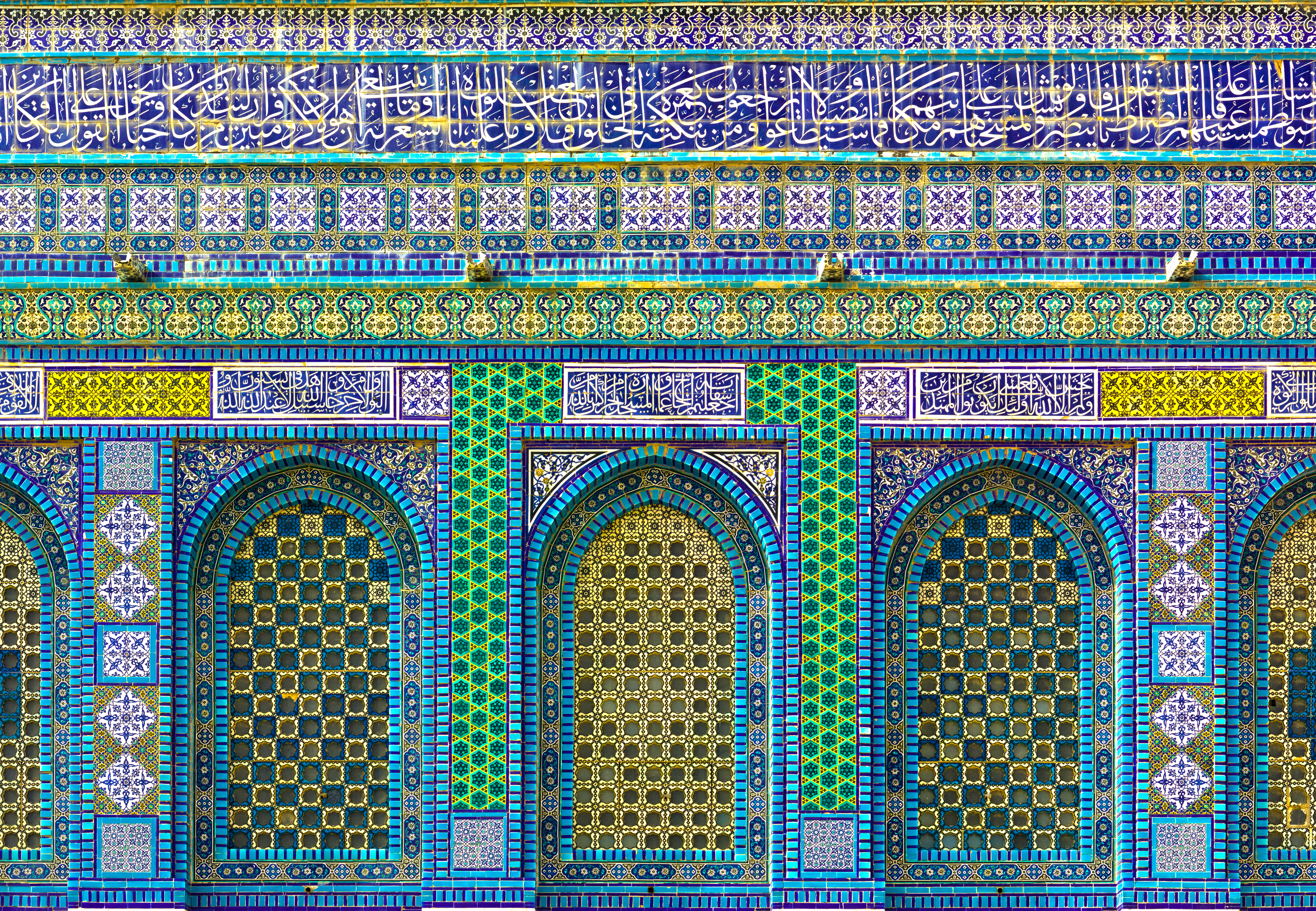
Płytki ceramiczne dodane pod rządami Sulejmana Wspaniałego (1520–1566)

Krzyżowcy postrzegali budowle Al-Haram asz-Szarif w kontekście Salomona, uważając meczet Al-Aksa za „Templum Salomonis” (Świątynię Salomona), zaś Kopułę za „Templum Domini” (Świątynię Pana). Do dzisiaj zachował się jeden element frankijskiej renowacji –– żelazna krata otaczająca Skałę. Złoty Krzyż przytwierdzony do szczytu kopuły został zdjęty po zdobyciu Jerozolimy przez Saladyna (1174–1193) w 1187 i wysłany przez niego do Bagdadu, gdzie zakopano go pod jedną z bram miasta. Najważniejszym ajjubidzkim dodatkiem do Kopuły jest mozaikowa inskrypcja (Koran, XX, 1 – 21) sporządzona kursywą (naschi), na podstawie tamburu. Może ona zastępować łacińską inskrypcję z okresu panowania Krzyżowców. Do najbardziej radykalnego przekształcenia zewnętrznej części budynku doszło za panowania sułtana Sulejmana (1520–1566), kiedy zniszczone umajjadzkie mozaiki na tamburze oraz górnych partiach elewacji w latach 1545–1551 zostały zastąpione przez płytki ceramiczne zdobione w technikach cuerda seca i podszkliwnej malaturze wielobarwnej oraz w tonacji bieli i błękitu. Płytki były kilkukrotnie naprawiane i zastępowane. Wnętrze zawiera także osmańskie dodatki, takie jak malowane sufity ambitów i stiuk oraz kolorowe szkło okien górnej części tamburu. Ostatnia poważna renowacja Kopuły miała miejsce w 1993 pod kuratelą Jordanii i obejmowała zastąpienie materiałów wykładziny sufitu oraz ponowne pozłocenie kopuły.